# Томоррница
Крепость Томори или Томоррница (алб. Kalaja е Tomorrit) — древняя и средневековая крепость на горе Томори на юге Албании.

## История
По словам Иоанны Скилицы, в резиденции крепости были очень красивые дворцы с садами и местами для развлечений. В центре возвышался замок. Также была церковь. В замке можно найти руины древней цистерны с водой, которая когда-то вмещала 100 000 литров воды.
Находится над деревней Томори и Мадх. Был заселён с древних времен и возвышается над крутой скалистой платформой высотой 50 м, и попасть в него можно только по узкой пешеходной улице. Над скалистым массивом можно увидеть отчётливые стены акрополя, стены, которые не принадлежат только одному периоду времени. Акрополь имеет периметр 210 м и толщину стен 1-1,3 м, имеющую форму неправильной трапеции.
Древний город восходит к периоду до византийской эпохи. Находился в очень хорошем стратегическом месте не только для защиты, но и на важном проходе от морского побережья до Константинополя. Из замка открывается вид на все замки Берата, включая Мбештову, Пештан, Мболан, Вояк, Градишту из Керешника и замок Вокопола.
Крепость упоминается в летописях во время падения Болгарского царства в 1018 году, а также упоминается во время событий 1336 года как место ряда важных сражений. Замок использовался турками в период турецкого владычества. Разрушена османами в 1467 году.